# Liste der Opern Telemanns
In der Liste der Opern Telemanns sind die von Georg Philipp Telemann geschriebenen Opern (TVWV 21) aufgeführt.

## Allgemeines
Die erste Oper schrieb Georg Philipp Telemann im Alter von zwölf Jahren. Er selbst behauptet in seiner Autobiografie, allein „etliche und zwanzig“ Opern für die Leipziger Oper geschrieben zu haben. Die Leipziger Opern wurden nur zu Messezeiten aufgeführt. Telemann schrieb für viele seiner Leipziger Opern die Texte selbst, spielte den Generalbass im Orchester oder sang selbst Opernrollen. In den Jahren 1702–1705 komponierte er vier Opern für den Hof in Weißenfels. Auch für den Hof in Bayreuth schuf er Opern, die meisten entstanden aber für die Oper am Gänsemarkt, für die er auch u. a. Umarbeitungen von Opern Georg Friedrich Händels besorgte. Somit dürften in seinem schaffensreichen Leben etwa 50 dieser Werke entstanden sein. Einige seiner verschollen geglaubten Opern bzw. Arien aus Opern sind erst in den letzten Jahren wiederentdeckt worden, wie z. B. Pastorelle en musique oder Musicalisches Hirten-Spiel, Germanicus und Arien aus Mario, Der lachende Democritus etc.

## Opern
| TVWV  | Titel                                                                                             | Aufzüge            | Libretto                                                                             | Uraufführung                                        | Ort                                                                                     | Bemerkung                                                                           |
| ----- | ------------------------------------------------------------------------------------------------- | ------------------ | ------------------------------------------------------------------------------------ | --------------------------------------------------- | --------------------------------------------------------------------------------------- | ----------------------------------------------------------------------------------- |
| oop.  | Sigismundis                                                                                       |                    | Christian Heinrich Postel                                                            | ca. 1693                                            | Magdeburg?                                                                              |                                                                                     |
| 21:0  | Gelassenheit, du Labsal stiller Seelen                                                            |                    |                                                                                      |                                                     |                                                                                         |                                                                                     |
| 21:1  | Der lachende Democritus                                                                           | 3 Akte             | Christine Dorothea Lachs nach Nicolò Minato                                          | Neujahrsmesse 1704                                  | Oper am Brühl (Leipzig)                                                                 | einige Arien erhalten                                                               |
| 21:2  | Ferdinand und Isabella                                                                            | 5 Akte             | Georg Philipp Telemann                                                               | Neujahrsmesse 1703                                  | Oper am Brühl (Leipzig)                                                                 |                                                                                     |
| oop.  | Lucius Verus                                                                                      | 3 Akte             | nach Apostolo Zeno?                                                                  | Ostermesse 1703                                     | Oper am Brühl (Leipzig)                                                                 |                                                                                     |
| oop.  | Ulysses                                                                                           | 3 Akte             | nach Matteo Noris?                                                                   | Michaelismesse 1703                                 | Oper am Brühl (Leipzig)                                                                 | Zuschreibung nicht sicher                                                           |
| 21:3  | Cajus Caligula                                                                                    | 3 Akte             | Christine Dorothea Lachs nach Daniel Gisberti                                        | Ostermesse 1704                                     | Oper am Brühl (Leipzig)                                                                 |                                                                                     |
| oop.  | Germanicus                                                                                        | 3 Akte             | Christine Dorothea Lachs                                                             | Michealismesse 1704, Neufassung Michaelismesse 1710 | Oper am Brühl (Leipzig)                                                                 | 2007 rekonstruiert                                                                  |
| oop.  | Perseus und Andromeda                                                                             | 3 Akte             | nach Pierre Corneille?                                                               | Neujahrsmesse 1704                                  | Oper am Brühl (Leipzig)                                                                 | Zuschreibung unsicher                                                               |
| oop.  | Aeneas                                                                                            | 3 Akte             | ?                                                                                    | Ostermesse 1705                                     | Oper am Brühl (Leipzig)                                                                 | Zuschreibung unsicher                                                               |
| 21:4  | Adonis                                                                                            | 3 Akte             | Georg Christian Lehms                                                                | Ostermesse 1708                                     | Oper am Brühl (Leipzig)                                                                 | einige Arien erhalten                                                               |
| 21:5  | Narcissus                                                                                         | 3 Akte             | Johann Christian Rau nach Apostolo Zeno                                              | Neujahrsmesse 1709                                  | Oper am Brühl (Leipzig)                                                                 | einige Arien erhalten                                                               |
| 21:6  | Mario                                                                                             | 3 Akte             | Deutsch nach Silvio Stampiglia                                                       | Ostermesse 1709                                     | Oper am Brühl (Leipzig)                                                                 | einige Arien erhalten                                                               |
| oop.  | Die syrische Unruh                                                                                | 3 Akte             | Barthold Feind                                                                       | Michaelismesse 1711                                 | Oper am Brühl (Leipzig)                                                                 | einige Arien erhalten                                                               |
| 21:7  | Der unglückliche Alcmeon oder Jupiter und Semele                                                  | 3 Akte             | Georg Philipp Telemann?                                                              | Ostermesse 1711                                     | Oper am Brühl (Leipzig)                                                                 | einige Arien erhalten                                                               |
| oop.  | Ariadne                                                                                           | 3 Akte             | Georg Philipp Telemann nach Christian Heinrich Postel                                | Neujahrsmesse 1712                                  | Oper am Brühl (Leipzig)                                                                 | einige Arien erhalten                                                               |
| oop.  | Almire und Fernando                                                                               | 3 Akte             | Georg Philipp Telemann? nach Friedrich Christian Feustking                           | Ostermesse 1714                                     | Oper am Brühl (Leipzig)                                                                 | einige Arien erhalten                                                               |
| oop.  | Die königliche Schäferin Margenis                                                                 | 3 Akte             | Georg Philipp Telemann?                                                              | 1715                                                | Oper am Brühl (Leipzig)                                                                 | einige Arien erhalten; Zuschreibung unsicher                                        |
| oop.  | Die Satyren in Arcadien                                                                           | 3 Akte             | Georg Philipp Telemann?                                                              | Michaelismesse 1718                                 | Oper am Brühl (Leipzig)                                                                 | einige Arien erhalten                                                               |
| oop.  | Pastorelle en musique oder Musicalisches Hirten-Spiel                                             | 10 Auftritte       | vermutlich Georg Philipp Telemann                                                    | Entstehung 1713–1716                                |                                                                                         | vollständig erhalten                                                                |
| 21:8  | Der neumodische Liebhaber Damon (Die Satyren in Arcadien)                                         | 3 Akte             | Georg Philipp Telemann nach Pietro Pariati                                           | 1719; 30. Aug. 1724                                 | Oper am Gänsemarkt, Hamburg                                                             | vollständig erhalten                                                                |
| 21:9  | Der geduldige Sokrates                                                                            | 3 Akte             | Johann Ulrich von König nach Nicolò Minato                                           | 28. Jan. 1721                                       | Oper am Gänsemarkt, Hamburg                                                             | vollständig erhalten                                                                |
| 21:10 | Genserich oder Der Sieg der Schönheit                                                             | 3 Akte             | Christian Heinrich Postel                                                            | 13. Juli 1723, 1725 geänderte Version               | Oper am Gänsemarkt, Hamburg                                                             | vollständig erhalten                                                                |
| 21:11 | Belsazar oder Das Ende der babylonischen Herrschaft                                               | 3 Akte plus 3 Akte | Joachim Beccau                                                                       | 19. Juli 1723 (I. Teil) 22. Sept. 1723 (II. Teil)   | Oper am Gänsemarkt, Hamburg                                                             | einige Arien erhalten                                                               |
| 21:12 | Alerich oder Die Straf-Ruthe des verfallenen Roms (Stilico)                                       | 3 Akte             |                                                                                      | 2. Aug. 1723                                        | Bayreuth                                                                                | Zuschreibung unsicher                                                               |
| 21:13 | Der Beschluss des Carnevals "Il Capitano"                                                         | 3 Akte             | Schwemschuh                                                                          | 21. Feb. 1724                                       | Oper am Gänsemarkt, Hamburg                                                             |                                                                                     |
| 21:14 | Omphale                                                                                           | 5 Akte             | Georg Philipp Telemann nach Antoine Houdar de la Motte                               | 1724                                                | Oper am Gänsemarkt, Hamburg                                                             | einige Arien erhalten                                                               |
| 21:15 | Pimpinone oder Die ungleiche Heirat oder Das herschsüchtige Kammer-Mädgen                         | 1 Akt              | Johann Philipp Praetorius                                                            | 27. Sept. 1725                                      | Oper am Gänsemarkt, Hamburg                                                             | vollständig erhalten                                                                |
| 21:16 | La Caprizziosa e il Credulo oder Die geliebte Eigensinnige und der leichtgläubige Liebhaber       | 1 Akt              | Johann Philipp Praetorius nach Pietro Pariati                                        | Aug./Sept. 1725                                     | Oper am Gänsemarkt, Hamburg                                                             | einige Arien erhalten                                                               |
| 21:17 | Adelheid oder Die ungezwungene Liebe                                                              | 3 Akte             | nach Johann Christian Hallmann                                                       | 1724                                                | Bayreuth                                                                                | einige Arien erhalten                                                               |
| oop.  | Cimbbriens allgemeines Frohlocken                                                                 |                    |                                                                                      | 17. Feb. 1725                                       | Oper am Gänsemarkt, Hamburg                                                             |                                                                                     |
| 21:18 | Die wunderbare Beständigkeit der Liebe, oder Orpheus                                              | 3 Akte             | Georg Philipp Telemann nach Michel Du Boullay                                        | 9. März 1726                                        | Oper am Gänsemarkt, Hamburg                                                             | nahezu vollständig erhalten                                                         |
| 22:3  | Otto                                                                                              | 3 Akte             | Johann Georg Glauche nach der Oper Ottone, re di Germania von Georg Friedrich Händel | 1726                                                | Oper am Gänsemarkt, Hamburg                                                             | vollständig erhalten                                                                |
| 21:19 | Calypso oder Sieg der Weisheit über die Liebe                                                     | 3 Akte             | Johann Philipp Praetorius nach John Hughes und François Fénelon                      | 18. Aug. 1727                                       | Oper am Gänsemarkt, Hamburg                                                             |                                                                                     |
| 21:20 | Sancio oder Die siegende Grossmuth                                                                | 3 Akte             | Johann Ulrich von König nach Francesco Silvani                                       | 6. Okt. 1721                                        | Oper am Gänsemarkt, Hamburg                                                             | einige Arien erhalten                                                               |
| 21:21 | Buffonet und Alga                                                                                 | 1 Akt              | Christoph Gottlieb Wend                                                              | 14. Juli 1727                                       | Oper am Gänsemarkt, Hamburg                                                             |                                                                                     |
| 21:22 | Die Amours der Vespetta oder Der Galan in der Kiste                                               | 1 Akt              | Christoph Wilhelm Haken                                                              | 1. Okt. 1727                                        | Oper am Gänsemarkt, Hamburg                                                             |                                                                                     |
| 21:23 | Die verkehrte Welt                                                                                | 3 Akte             | Johann Philipp Praetorius nach Alain-René Lesage                                     | 10. Feb. 1728                                       | Oper am Gänsemarkt, Hamburg                                                             | einige Arien erhalten                                                               |
| 21:24 | Miriways                                                                                          | 3 Akte             | Johann Samuel Müller                                                                 | 26. Mai 1728                                        | Oper am Gänsemarkt, Hamburg                                                             | vollständig erhalten                                                                |
| 21:25 | Emma und Eginhard oder Die Lastragende Liebe                                                      | 3 Akte             | Christoph Gottlieb Wend                                                              | 22. Nov. 1728                                       | Oper am Gänsemarkt, Hamburg                                                             | vollständig erhalten                                                                |
| 21:26 | Aesopus bei Hofe                                                                                  | 3 Akte             | Johann Mattheson nach Pietro Pariati                                                 | 28. Feb. 1729                                       | Oper am Gänsemarkt, Hamburg                                                             | einige Arien erhalten                                                               |
| 21:27 | Flavius Bertaridus, König der Longobarden                                                         | 3 Akte             | Christoph Gottlieb Wend, Georg Philipp Telemann nach Stefano Ghigi                   | 23. Nov. 1729                                       | Oper am Gänsemarkt, Hamburg                                                             | vollständig erhalten                                                                |
| 21:28 | Die Glückseligkeit des Russischen Kaiserthums                                                     |                    |                                                                                      | 10. Aug. 1730                                       | Oper am Gänsemarkt, Hamburg                                                             |                                                                                     |
| 21:29 | Margaretha, Königin von Castilien                                                                 | 5 Akte             | Johann Georg Hamann (der Ältere)                                                     | 10. Aug. 1730                                       | Oper am Gänsemarkt, Hamburg                                                             |                                                                                     |
| oop.  | Der Streit der kindlichen Pflicht, oder, Die Flucht des Aeneas nach Latien                        |                    | Johann Georg Hamann (der Ältere) (Übersetzung)                                       | 19. Nov. 1731                                       | Oper am Gänsemarkt, Hamburg                                                             | Musik nach Nicola Antonio Porporas Oper Didone abbandonata, Rezitative von Telemann |
| 21:30 | Der Weiseste in Sidon                                                                             | 3 Akte             | Johann Georg Hamann (der Ältere) nach Silvio Stampiglia                              | 4. Feb. 1733                                        | Oper am Gänsemarkt, Hamburg                                                             |                                                                                     |
| 21:31 | Die rachgierige Liebe oder Orasie, verwitwete Königin von Tracien (geänderte Version von Orpheus) | 3 Akte             |                                                                                      | 15. Okt. 1736                                       | Oper am Gänsemarkt, Hamburg                                                             |                                                                                     |
| 21:32 | Don Quixotte, der Löwenritter oder Don Quichotte auf der Hochzeit des Comacho                     | 2 Akte             | Daniel Schiebeler                                                                    | 1761                                                | Concertsaal auf dem Kamp (auch Musik-Saal auf der Dreybahn (Drehbahn) genannt), Hamburg | vollständig erhalten                                                                |
| 21:33 | Adam und Eva                                                                                      |                    | Christian Richter                                                                    |                                                     | Oper am Gänsemarkt, Hamburg                                                             | Fragment                                                                            |
| 21:34 | Herkules und Alceste                                                                              |                    |                                                                                      |                                                     | Oper am Gänsemarkt, Hamburg                                                             | Fragment                                                                            |
| 21:35 | Herodes und Marianne                                                                              |                    | Johann Samuel Müller                                                                 |                                                     | Oper am Gänsemarkt, Hamburg                                                             | Fragment                                                                            |